# San Vito al Tagliamento
San Vito al Tagliamento (furlansko San Vît dal Tiliment, dob. 'Sveti Vid ob Tilmentu') je mesto in občina v Pokrajini Pordenone, v zgodovinski regiji Furlaniji. Leži v italijanski deželi Furlanija - Julijska krajina, na severovzhodu Italije. Ima 15.246 prebivalcev.

## Naselja
V občini je več naselij. Imena naselij v italijanščini in furlanščini:
- Borgo Fontane / Fontanis
- Braida Bottari / Braide Botari (lok. Braida Botari)
- Casabianca / Cjaseblancje (lok. Cjasablancja)
- Cavrer / Il Cjavrâr
- Gleris
- Ligugnana / Ligugnane (lok. Ligugnana)
- Prodolone / Prodolon
- Rosa / Rose (lok. Rosa)
- Savorgnano / Savorgnan
- Savorgnanutto / Savorgnanut